# Chamówka
Chamówka – kolonia w Polsce położona w województwie lubelskim, w powiecie kraśnickim, w gminie Annopol.
W latach 1975–1998 miejscowość należała administracyjnie do województwa tarnobrzeskiego.
Miejscowość wspomniana przez  Słownik geograficzny Królestwa Polskiego z roku 1880.